# Rivalidad entre Atlético Nacional y Millonarios
La Rivalidad entre Atlético Nacional y Millonarios, también conocida como El Superclásico del Fútbol Colombiano o El Clásico del FPC (Fútbol Profesional Colombiano) es el partido más importante de Colombia, ya que reúne a los dos equipos más ganadores, tradicionales y populares del fútbol colombiano. Son los dos clubes que ostentan más títulos en Colombia, tanto oficiales (36 y 23 títulos, respectivamente) como en la liga local (18 y 16 títulos, respectivamente). Reconocido oficialmente por la CONMEBOL como El Clásico del Fútbol Colombiano, este encuentro también es considerado uno de los grandes clásicos del fútbol en Suramérica por la prensa internacional. Este partido también tiene connotaciones de carácter social, cultural y regional, debido a que evoca la rivalidad histórica entre los dos departamentos y las dos regiones más desarrolladas de Colombia: Antioquia (específicamente Medellín) y Bogotá, Distrito Capital.
Este partido adquirió importancia desde la década de los años 80, cuando Millonarios dominaba en el fútbol colombiano y Nacional empezaba a destacar tanto en las competencias locales como en el torneo continental. A partir de allí, y desde entonces, la rivalidad entre Verdes y Azules ha tomado mayor fuerza.
La envergadura de esta rivalidad es avalada por los numerosos enfrentamientos entre sí, al punto de ser uno de los juegos más veces disputado en la historia del fútbol colombiano, además de que se han enfrentado en casi todas las competiciones que han disputado, incluyendo torneos internacionales como la Copa Libertadores de América, Copa Sudamericana y Copa Merconorte. Sin embargo, la razón principal por la que nació la rivalidad, fue después del partido por cuartos de final de la Copa Libertadores de 1989, donde Los Verdolagas eliminaron a Embajadores al haber ganado 1-0 en Medellín y empatar 1-1 en el estadio El Campín.

## Historia

### Primeros años
Estos dos clubes se enfrentaron por vez primera en el campeonato de Primera División de 1948 el domingo 3 de octubre en Bogotá, donde ganó el equipo antioqueño (que en aquel entonces se llamaba Atlético Municipal) por 4-3.
Durante los primeros 25 años del fútbol profesional colombiano, la diferencia entre ambos clubes era muy amplia, pues Millonarios ya cosechaba 9 títulos de Liga y 1 Copa Colombia, mientras que Atlético Nacional, sólo había sido campeón de Liga en 1954 y alcanzó 19 años sin ser campeón hasta 1973. Incluso el 29 de abril de 1951, Millonarios logró una victoria histórica en Medellín por 7-0, con 5 goles del «Maestrico» Antonio Báez y 2 de Alfredo Di Stéfano, en la mayor goleada entre dos clubes grandes del país en la historia del fútbol colombiano y además de visitante.
Hasta el comienzo de la década del 70, el único enfrentamiento relevante entre ambos clubes había sido en la primera edición de la Copa Colombia 1950-51, durante la cual se enfrentaron en la tercera fase de la ronda de perdedores y Millonarios eliminó a Atlético Nacional tras golearlo por 4-0 en el partido de ida en Bogotá el 5 de noviembre de 1950 con goles de Adolfo Pedernera, Víctor Latuada y dos goles de Alfredo Di Stéfano. En el partido de vuelta disputado en el estadio San Fernando de Itagüí el 12 de noviembre del mismo año, empataron 1-1, con goles de Robert Flawell para Millonarios y Apolinar Pérez para Atlético Nacional y obteniendo la clasificación a la siguiente ronda el equipo bogotano.
En 1971, Nacional accedió al cuadrangular final de ese año junto a Millonarios, Santa Fe y Cali. En la última fecha del cuadrangular final, Millonarios tenía la primera opción de llevarse el campeonato ya que con 6 puntos llevaba uno de ventaja a sus inmediatos perseguidores (Nacional y Santa Fe), sólo bastaba ganarle a Nacional en Bogotá, pero el equipo antioqueño le quitó las ilusiones al conjunto embajador doblegándolo 0-1 en El Campín accediendo a la final para desempatar con Santa Fe, cada uno ganó en su casa, pero en el partido de desempate jugado en Cali, Santa Fe ganó el título.
En 1972, 1973, 1976 y 1978, Atlético Nacional disputó palmo a palmo el campeonato con Millonarios, ganando los azules el título en 1972 y 1978 y los verdes en 1973 y 1976.
En 1976, Millonarios y Nacional llegaron a la última fecha empatados en 12 puntos cada uno, pero Nacional tenía mejor diferencia de gol. Al final Nacional venció al Once Caldas en Manizales y Millonarios cayó en Armenia ante Deportes Quindío, el conjunto paisa se llevó el campeonato, mientras Millonarios fue tercero por diferencia de goles desequilibrada por la victoria del Deportivo Cali 5-1 ante Junior.
También se vieron las caras en la Copa Libertadores de 1974, a pesar de que Atlético Nacional era el vigente campeón colombiano, Millonarios eliminó a los antioqueños de la Copa, con goleada por 3-0 en Medellín y victoria por 2-1 en Bogotá, clasificando a la semifinal de la Copa por tercera vez en su historia., siendo esta, la mejor figuración histórica de Millonarios en este campeonato.

### Década de 1980
El primer detalle que comenzó a agrietar las relaciones entre ambos equipos, que hasta 1986 no tenían mayor disputa que un simple choque entre dos grandes dentro de la mayor cordialidad, fue el contrato de Ricardo «Chicho» Pérez.[cita requerida] El volante paisa hizo una gran campaña con el Once Caldas que dirigía Maturana en 1986. Millonarios contactó al cuadro manizaleño y le adelantó 5 millones para asegurar la contratación. El «Chicho» llegó a las filas capitalinas, se puso la camiseta azul y días después, halagado por una mejor oferta, se fue para Nacional, junto con Alexis García, que también llegaba de Once Caldas.[cita requerida] Un gran disgusto provocó este hecho en la directiva del cuadro Embajador y, por supuesto, en sus hinchas.[cita requerida] León Londoño fue el encargado de resolver el conflicto ante la protesta azul y obligó a Nacional a entregar el pase de un jugador: Fabio «La Gallina» Calle.[cita requerida]
El 24 de mayo de 1987 se jugó en Bogotá el segundo partido del año entre estos dos equipos. El primero en Medellín lo ganó Millonarios por 1-0 y en el último compromiso del Torneo Apertura por el Grupo A, azules y verdes llegaban a definir quién disputaría frente al líder del Grupo B, América, el punto de bonificación y el título del Torneo Apertura —que finalmente ganaría Millonarios—. Nacional, que había sido la base de la Selección pre-olímpica ese año con la conducción de Maturana, tenía una plantilla completamente criolla. Comenzó su fútbol de toque y manejo de balón, pero Millonarios, más práctico, se quedó con el triunfo. Esta final dejó a los protagonistas en medio de una guerra verbal, cada uno defendiendo sus intereses. Las palabras de Eduardo Pimentel, diciendo que Nacional jugaba un «fútbolito» cayeron muy mal entre los seguidores Verdolagas. Al final del Apertura de 1987, Millonarios hacía inmensas gestiones por contratar a los jugadores del Medellín, Leonel Álvarez y Luis Carlos Perea, así como para quedarse definitivamente con el lateral Gildardo Gómez, que jugaba a préstamo con los azules. La buena actuación con el DIM y la selección Colombia los hacía apetecibles por varios equipos, incluido América, pero nuevamente Nacional se atravesó en las negociaciones y se quedó con los tres jugadores, pagando 620 mil dólares.[cita requerida] Gildardo terminó su contrato hasta el 31 de diciembre como suplente. Los hinchas Embajadores, que escucharon cantos de sirenas anunciando estas contrataciones, quedaron una vez más desconcertados.[cita requerida]
Cuatro partidos más se jugaron en 1987. Un triunfo para cada uno y dos empates en el octogonal final, incluyendo un emocionante 2-2 en El Campín con gol de Galeano en tiempo de descuento. Los partidos fueron vibrantes y con mucho nerviosismo. Pimentel, «Barrabas» y Juárez, por Millonarios; Leonel y «Chicho», por Nacional, fueron protagonistas permanentes por su juego, expulsiones y declaraciones. El título se quedó con los azules, que repitieron en 1988 una de las más emotivas finales. Se llegó a la instancia del gol diferencia y Cúcuta Deportivo —el cual era propiedad de antioqueños y con técnico de la misma región, lo que suscito la polémica—, desarrolló un papel protagónico en el octogonal. A una fecha de la final, el miércoles 14 de diciembre, los jugadores Motilones se hicieron expulsar y hasta terminar el partido por sustracción de materia ante la arremetida azul, que sin terminar el juego le alcanzó para marcar 5 goles.
En ese octagonal se jugaron dos partidos entre azules y verdes. El primero en Bogotá, cuando Wilman Conde desequilibró con un potente zurdazo en tiempo de descuento. En el segundo clásico jugado en Medellín, Nacional salió vencedor por 3-1, quitándole un invicto de 26 fechas, récord hasta 1999 y que tuvo como protagonista a la «Gambeta» Estrada, autor de un golazo llevando el balón en la cabeza hasta el arco. En su celebración fue víctima de un «pilazo» que le rompió la ceja. Nuevamente Millonarios se coronó campeón por diferencia de gol, al empatar los dos equipos en 24,50 puntos.

#### Copa Libertadores 1989
En 1989 compartieron de nuevo grupo en la Copa Libertadores de América. Millonarios tuvo un rendimiento destacado en las primeras tres fases, llegó invicto a cuartos de final en condición de local, instancia en la que se enfrentó al Atlético Nacional; aunque el equipo Embajador había logrado un triunfo como visitante y un empate como local contra Nacional en el grupo de la fase inicial que había ganado Millonarios, el encuentro revestía una gran rivalidad, enmarcada por el alto nivel de ambos oncenos. El primer encuentro, disputado en Medellín, terminó con victoria de Nacional, 1-0. El partido de vuelta disputado en el estadio Nemesio Camacho El Campín de Bogotá, terminó empatado 1-1, en medio de una inmensa polémica arbitral. Cuando el partido estaba 1-0 a favor de los azules, el juez chileno no sancionó un penal a favor del cuadro bogotano a 15 minutos del final, el cual hubiera significado el 2-0 y la clasificación del cuadro embajador. Cinco minutos después, vino el empate del equipo verdolaga. Nacional logró clasificar y después convertirse en el primer equipo colombiano en ganar la Copa Libertadores de América después de los fracasos de Deportivo Cali en 1978 ante Boca Juniors incluso el América de Cali al perder las tres finales consecutivas de la Copa Libertadores 1985 ante Argentinos Juniors de Argentina, 1986 ante River Plate y contra Peñarol de Uruguay en 1987.

### Década de 1990
Durante esta década, Atlético Nacional conquistó 3 títulos nacionales y 3 internacionales, mientras que Millonarios afrontó la única década de su historia en que no consiguió ningún título, debido a serios problemas económicos que afectaron al club. 
En 1994, luego de una larga temporada, Nacional y Millonarios fueron los dos mejores equipos del año luchando cabeza a cabeza por el título. Los antioqueños ganaron las tres tablas (Apertura, Finalización y Reclasificación) por escaso margen sobre el equipo bogotano. En el cuadrangular final ambos se vieron las caras y enfrentaron a América de Cali e Independiente Medellín. En la última fecha, Nacional derrotó 1-0 a su rival de patio, el DIM, con gol agónico de Juan Pablo Ángel para llevarse su sexto título en la historia. Por su parte, Millonarios ganó 3-1 al América en Bogotá, quedándose con el subcampeonato, ya que Nacional ganó el título gracias a los dos puntos que en aquella época se otorgaban por bonificación, de todas maneras los puntos de bonificación no hubiesen válido de nada si Nacional no le ganaba a Medellín para quitarle en los últimos minutos el campeonato a Millonarios y al mismo tiempo dar vuelta olímpica ante su tradicional rival.
En la Copa Libertadores 1995, pareció repetirse la historia: Millonarios volvió a ganar su grupo en la primera ronda, con un empate contra Nacional en Medellín y una victoria en Bogotá; continuó avanzando rondas y en cuartos de final los dos equipos revivieron su enfrentamiento de 1989. En esa instancia los verdolagas dejaron a Millonarios fuera de la semifinal de nuevo tras vencer 2-1 de local y empatar 1-1 en Bogotá.
En 1996 por el campeonato colombiano, Millonarios venció a Nacional 4 veces consecutivas, tanto de local como de visitante, en los cuadrangulares semifinales y en el cuadrangular final, a pesar de no haberle ganado ninguno de los 2 partidos de la fase regular —hecho sin antecedentes entre dos equipos grandes en el país—, pero su sueño de ser campeón se vio frustrado nuevamente porque en la ciudad de Cali, el América de Cali empató con el Deportivo Cali y así por diferencia de bonificación, el equipo azucarero se quedó con el título colombiano.
El 13 de julio de 1997, Millonarios le propinó la última gran goleada a Nacional, el resultado fue 4-0, con dos goles de Álex Daza, uno de Ricardo Pérez y Jhon Mario Ramírez.
En 1998 Millonarios y Nacional se enfrentaron por primera vez en la Copa Merconorte, en juegos de ida y vuelta por la semifinal de la misma, Nacional venció 0-2 a Millonarios en Bogotá pero cayó 1-2 en Medellín no obstante Nacional dejó una vez más a Millonarios en el camino, y así como sucediera en la Copa Libertadores 1989, se logró alzar con el campeonato de la primera edición de la Merconorte.

### Década del 2000
Posteriormente desde el 14 de mayo de 2000 cuando Millonarios le ganó por 4-3 a Atlético Nacional, transcurrieron seis años de sequía en los cuales Millonarios no vio ningún triunfo frente a Atlético Nacional. En el mismo año, Nacional y Millonarios se vieron las caras una vez más, en esta ocasión para disputar la final de la Copa Merconorte 2000. El partido de ida en Bogotá terminó empatado 0-0, y la vuelta, jugada en Medellín el 9 de noviembre, favoreció a Atlético Nacional 2-1 con goles de Tressor Moreno y Víctor Hugo Aristizábal, mientras que por los azules descontó Javier Jiménez. De esta forma, Atlético Nacional se coronó por segunda vez campeón del torneo internacional. El 14 de octubre de 2006 el equipo bogotano rompió esta racha con un triunfo 2-0 como local, para caer en el enfrentamiento posterior, de nuevo en su estadio, por un marcador de 1-0, esos partidos por el Campeonato colombiano.
Pasaron nueve años (desde su triunfo 1-2 en la Copa Merconorte 1998) para que el conjunto azul derrotara a Nacional en Medellín. Fue el 5 de septiembre de 2007 con marcador de 2-3, en juego válido por la Copa Sudamericana. Los tantos del conjunto capitalino fueron marcados por Jonathan Estrada y Ricardo Ciciliano (en dos ocasiones). En aquel entonces Nacional era el campeón del fútbol colombiano y Millonarios marchaba último del Finalización 2007. Esa noche marcó el debut de Mario Vanemerak como entrenador de Millonarios. El partido de vuelta en Bogotá terminó con un empate sin goles, permitiendo que Millonarios clasificara a los octavos de final de la competición, eliminando al equipo antioqueño.
El 17 de octubre de 2007 Nacional goleó 3-0 a Millonarios por el campeonato local. Aquella temporada, Atlético Nacional acabó como bicampeón de Colombia, al ganar el título del Apertura y Finalización mientras que Millonarios fue semifinalista de la Copa Sudamericana 2007.

### Década del 2010
El 30 de enero de 2010 Millonarios venció 2-1 al Atlético Nacional después de una sequía de 2 años sin triunfos en este clásico. El 20 de octubre, Atlético Nacional venció con el mismo marcador a Millonarios, el cual venía con 5 fechas de invicto, con esto el conjunto verde venció a uno de sus máximos rivales y de paso se clasificó a los cuadrangulares finales.
El 24 de abril de 2011, Millonarios y Atlético Nacional llegaban como primeros y segundos respectivamente, estaban empatados en puntos pero la diferencia de goles a favor era para Millonarios, en un partido vibrante con ocasiones para cada lado, el equipo verdolaga se impuso a su similar azul 1-2, por los Embajadores marcó Mayer Candelo cobrando un penal de vaselina al arquero Gastón Pezzuti y por los verdolagas marcaron Dorlan Pabón también de penal y Yovanny Arrechea con un suave remate venciendo la portería de Nelson Ramos, este resultado destronó del primer lugar a los azules, Nacional hasta ese momento llevaba 4 años sin vencer a Millonarios en El Campín. En ese torneo Atlético Nacional se consagró campeón por undécima primera vez en su historia. El 2 de noviembre Atlético Nacional y Millonarios, ambos con regulares campañas se enfrentaron en el Atanasio Girardot, los azules venían de obtener su tercer título de Copa Colombia y buscaban revalidar sus buenas actuaciones, esta vez en la Liga. Los verdes buscaban el camino de la regularidad, el marcador fue un 0-2 a favor del cuadro Embajador con goles de Luis Mosquera al minuto 8' y gol de penal de Édison Toloza al minuto 39', el resultado implicó que Millonarios volviera a entrar al cuadro de los 8 primeros y que Atlético Nacional se viera relegado a la posición 11.
El 18 de febrero de 2012 Millonarios recibió a Atlético Nacional con la posibilidad de triunfar y alcanzar el primer lugar, sin embargo, Nacional con un equipo de suplentes, y con 10 jugadores venció 2-3 y con ello logró llegar al primer lugar de la Liga con 9 puntos, terminando con el invicto de 16 fechas que hasta ese entonces ostentaba el cuadro Embajador. Ambos equipos de todos modos, a la postre quedaron eliminados de los cuadrangulares finales. Posteriormente el 21 de agosto, se enfrentaron en la ciudad de Medellín y con 10 jugadores, Millonarios logró rescatar un empate 0-0 ante Atlético Nacional, consolidando su primer lugar en la tabla de posiciones del torneo. Millonarios terminó en primer lugar el torneo con 37 puntos y 17 fechas consecutivas en el primer puesto y finalmente se coronó campeón obteniendo su decimocuarto título.
El 16 de abril de 2013 Atlético Nacional venció 2-1 a Millonarios en la undécima fecha del Torneo Apertura 2013, en un juego donde hubo 2 expulsados Leonard Vásquez al minuto 55' y Román Torres al minuto 89', John Pajoy adelantó a los verdes al minuto 51', Otálvaro lo igualó al minuto 83' cuando Millonarios jugaba con 9 jugadores y Sherman Cárdenas clavó el segundo al minuto 94', Millonarios tuvo 3 jugadores lesionados Jorge Perlaza, Juan Ortiz y Yuber Asprilla y lo más curioso del juego es que el cuerpo médico de Atlético Nacional se quedó atendiendo a uno de los lesionados del equipo embajador. En ese torneo Atlético Nacional se consagró campeón por décima segunda vez en su historia. Para el 24 de septiembre se tenía programado otro clásico pero debido a la violencia entre las hinchadas de ambos clubes el juego tuvo que ser aplazado para el 8 de octubre duelo que marcador terminaría Millonarios 0-2 Atlético Nacional con goles de Francisco Nájera y Juan David Valencia. Lo destacado en este partido es que ambos equipos llevaron un mensaje de fútbol en paz para todos los hinchas. Millonarios y Atlético Nacional se encontraron en la Final de la Copa Colombia 2013 donde empataron en el partido de ida en Bogotá 2-2. Por parte de Millonarios marcaron Román Torres a los 60' y Yuber Asprilla a los 76' y por parte de Atlético Nacional marcaron Sherman Cárdenas a los 17' y Jefferson Duque a los 45'. En el partido de vuelta Atlético Nacional venció 1-0 a Millonarios con gol de tiro libre de Juan David Valencia a los 35' y así dándole el segundo título de Copa Colombia al Atlético Nacional.
El 9 de febrero de 2014 Millonarios venció 3-1 a Atlético Nacional en la cuarta fecha del Torneo Apertura 2014, duelo en el cual anotaron Dayro Moreno a los 16', Omar Vásquez a los 29' y Román Torres a los 65' por Millonarios y por Atlético Nacional descontó de tiro libre Edwin Cardona a los 60'. En ese torneo Atlético Nacional se consagró campeón por décima cuarta vez en su historia igualando a Millonarios en cantidad de títulos. El 10 de agosto, Atlético Nacional goleó 5-0 a Millonarios en la cuarta fecha del Torneo Finalización 2014, siendo la mayor goleada a favor de Nacional de todos los tiempos contra el azul. Al 59', luego de desperdiciar varias oportunidades, el local abrió el marcador, con tanto de cabeza de Francisco Nájera. Al 66 Sherman Cárdenas marcó el segundo tras rematar solo en el área. Al 73', Daniel Bocanegra convirtió el mejor de la noche, tras rematar de media distancia al ángulo superior, un disparo en el que nada pudo hacer Ramos. En los minutos finales, al minuto 85', Luis Carlos Ruiz anotó el cuarto, al definir con potencia un pase preciso al área. En el último minuto, Edwin Cardona marcó otro golazo de media distancia.
El 3 de mayo de 2015 Atlético Nacional logró rescatar un empate 0-0 ante Millonarios que fue claro dominador del partido generando varias opciones de gol sacando como figura al arquero Camilo Vargas quien logró milagrosas intervenciones para que no le marcaran el gol. El 31 de octubre, Atlético Nacional derrotó 1-0 a Millonarios con gol de Jefferson Duque y dejó a los azules con pocas posibilidades de entrar en los 8.
El 20 de diciembre de 2015 Atlético Nacional gana su título número 15 convirtiéndose como el equipo más veces campeón del país derrotando 1-0 a Junior en penaltis 3-2 , dejando a Millonarios en la segunda posición con 14.
El 31 de marzo de 2016 Millonarios venció 2-1 al Atlético Nacional acabando con el invicto del equipo verde.
El 21 de agosto de 2016 Atlético Nacional venció 1-0 a Millonarios con gol de Macnelly Torres
El 27 de noviembre de 2016 Millonarios venció 2-1 a la suplencia de Atlético Nacional con un polémico arbitraje, por lo que el equipo de la nómina "del verdolaga" tenía que afrontar la final de ida de la Copa Sudamericana 2016 ante Chapecoense.
El 3 de diciembre de 2016 Atlético Nacional eliminó 3-0 a Millonarios con toda su nómina después de no haber jugado la final de la Copa Sudamericana por el Accidente aéreo que sufrió el plantel del equipo brasileño Chapecoense, en el cual 71 personas fallecieron entre ellos técnicos y jugadores plantilla, solo sobrevivieron 6 personas ocurrido el 28 de noviembre de 2016 en el municipio de La Unión..
El 7 de junio de 2017 Millonarios y Atlético Nacional abren la llave semifinal de la liga en Bogotá, el equipo embajador fue el claro dominador del partido pero falló en claridad y en varias ocasiones su grito de gol fue mermado por el argentino Franco Armani quien fue el jugador destacado del cotejo realizando una doble atajada que dejó la serie 0-0 para definir todo en Medellín. 
El 11 de junio de 2017 Atlético Nacional eliminó 1-0 a Millonarios de las semifinales de la liga en un duelo que se definió con un gol agónico de Dayro Moreno al minuto 91 en donde todos esperaban definir el finalista por la vía de los penales, de esta manera el equipo verdolaga volvía a eliminar al embajador en menos de 6 meses
El 16 de septiembre de 2017 Atlético Nacional venció 3-2 a Millonarios en Medellín luego de que el equipo embajador se fuera arriba en el marcador dos veces, el equipo antioqueño logró remontar y de nuevo con un gol agónico de Dayro Moreno al minuto 93 el equipo de Lillo consiguió no solo los 3 puntos sino que también ajustó 8 partidos seguidos venciendo a Millonarios en la capital antioqueña, verdes y azules en 2017 se midieron en 4 ocasiones para un total de 3 victorias verdes y 1 empate.

#### Superliga 2018
El 7 de febrero de 2018 Millonarios se consagró campeón de la Superliga 2018, que enfrentaba a los dos campeones del fútbol colombiano de 2017 (Nacional campeón de 2017-1 y Millos de 2017-2). Luego del empate sin goles en Bogotá, Millonarios derrotó a Atlético Nacional en calidad de visitante, en la ciudad de Medellín, en el Atanasio Girardot. Los embajadores empezaron perdiendo con un tanto del verdolaga Andrés Rentería, pero dieron vuelta al marcador con doblete de Roberto Ovelar. Millos ganó el encuentro 1-2 para coronarse campeón de la superliga 2018.

### Década del 2020
En el 2022-I Nacional derrotó 2-0 a Millonarios en el Estadio El Campín. En cuadrangulares los 2 clubes compartieron con Junior y Atlético Bucaramanga. Millonarios y Nacional igualaron 2-2 en el Estadio Atanasio Girardot, en el Estadio El Campín igualaron 0-0 dejando sin chances a Millonarios y dejando con vida a Nacional que en la última fecha clasificó a la final, donde salió campeón.

### Liga Profesional Femenina
El 20 de marzo de 2022 por primera vez ambos equipos coincidieron en la liga profesional femenina igualaron sin anotaciones en el Estadio El Campín, desde entonces solo se han vuelto a enfrentar en 2 ocasiones en ambas el conjunto verdolaga se llevó la victoria.

#### Torneo Apertura 2023
En el Torneo Apertura 2023, Millonarios y Nacional protagonizaron una inédita final entre ambos equipos por la liga, siendo la primera vez que ambos equipos se enfrentaban en esta instancia en torneos cortos. Luego de un empate 0-0 en la ida disputada en el Atanasio Girardot y un 1-1 en El Campín por el partido de vuelta, el título se definió por lanzamientos desde el punto penal. Por Millonarios anotaron sus cobros Jorge Arias, Juan Carlos Pereira y Larry Vásquez, mientras que por Nacional convirtieron Danovis Banguero y Jefferson Duque. Por los verdes desperdiciaron sus cobros Dorlan Pabón, Cristián Zapata y Jarlan Barrera; y por los azules Jader Valencia y Luis Carlos Ruiz. El arquero embajador, Álvaro Montero, fue la gran figura al atajar dos cobros. Con este marcador, 3-2 favorable a los azules, Millonarios se coronó campeón, ganando así su estrella número 16 en la historia, en la denominada final más importante de la historia del fútbol colombiano.

#### Copa BetPlay 2023
Diez años después, Atlético Nacional y Millonarios Fútbol Club volverían a jugar una final. Nacional había ganado en 2013, mientras que Millonarios lo había hecho en 2018 y 2023-I.
El partido de ida de se disputó el 15 de noviembre en el Estadio El Campín de Bogotá. Al minuto 19 los verdes se fueron en ventaja con gol de Dorlan Pabón. Leo Castro igualó el juego al minuto 79. El partido de vuelta se disputó el 23 de noviembre en el Estadio Atanasio Girardot de Medellín. Al minuto 61, Leonardo Castro puso en ventaja a Millonarios. Nacional logró igualar el partido en el minuto 93 con gol de Juan Felipe Aguirre, por lo que el título se tuvo que definir por penales, en donde se impuso 5 a 4.

## Resultados de los encuentros en Liga

### Estadísticas de los partidos de Liga
Datos actualizados: 16 de junio de 2025.
| Equipo            | Victorias como local | Empates como local | Derrotas como local |
| ----------------- | -------------------- | ------------------ | ------------------- |
| Millonarios       | 70                   | 59                 | 28                  |
| Atlético Nacional | 57                   | 42                 | 43                  |

Datos actualizados: 16 de junio de 2025.
| Equipo            | Victorias como visitante | Empates como visitante | Derrotas como visitante |
| ----------------- | ------------------------ | ---------------------- | ----------------------- |
| Millonarios       | 43                       | 42                     | 57                      |
| Atlético Nacional | 28                       | 59                     | 70                      |

Datos actualizados: 16 de junio de 2025.

#### Rachas y goleadas en Liga
Mayores goleadas de Millonarios ante Atlético Nacional:
- 1949: Millonarios 6-0 Atlético Municipal, en Bogotá por Campeonato Colombiano.
- 1949: Atlético Municipal 1-5 Millonarios, en Medellín por Campeonato Colombiano.
- 1950: Millonarios 4-0 Atlético Nacional, en Bogotá por Copa Colombia.
- 1951: Atlético Nacional 0-7 Millonarios, en Medellín por Campeonato Colombiano.[38]
- 1951: Millonarios 4-1 Atlético Nacional, en Bogotá por Campeonato Colombiano.
- 1958: Atlético Nacional 1-4 Millonarios, en Medellín por Campeonato Colombiano.[39]
- 1959: Millonarios 4-1 Atlético Nacional, en Bogotá por Campeonato Colombiano.
- 1962: Atlético Nacional 0-5 Millonarios, en Medellín por Campeonato Colombiano.
- 1965: Atlético Nacional 1-4 Millonarios, en Medellín por Campeonato Colombiano.
- 1966: Atlético Nacional 2-5 Millonarios, en Medellín por Campeonato Colombiano.
- 1966: Millonarios 6-1 Atlético Nacional, en Bogotá por Campeonato Colombiano.
- 1968: Millonarios 3-0 Atlético Nacional, en Bogotá por Campeonato Colombiano.
- 1970: Millonarios 5-1 Atlético Nacional,  en Bogotá por Campeonato Colombiano.
- 1972: Millonarios 3-0 Atlético Nacional, en Bogotá por Campeonato Colombiano.
- 1973: Millonarios 3-0 Atlético Nacional, en Bogotá por Campeonato Colombiano.
- 1973: Atlético Nacional 0-3 Millonarios, en Medellín por Campeonato Colombiano.
- 1974: Millonarios 3-0 Atlético Nacional, en Bogotá por Campeonato Colombiano.
- 1974: Atlético Nacional 0-3 Millonarios, en Medellín por Copa Libertadores.
- 1984: Millonarios 3-0 Atlético Nacional, en Bogotá por Campeonato Colombiano.
- 1985: Atlético Nacional 1-4 Millonarios, en Medellín por Campeonato Colombiano.
- 1990: Millonarios 3-0 Atlético Nacional, en Bogotá por Campeonato Colombiano.
- 1994: Millonarios 3-0 Atlético Nacional, en Bogotá por Campeonato Colombiano.
- 1996: Millonarios 3-0 Atlético Nacional, en Bogotá por Campeonato Colombiano.
- 1997: Millonarios 4-0 Atlético Nacional, en Bogotá por Campeonato Colombiano.[40]
- 2020: Millonarios 3-0 Atlético Nacional, en Bogotá por Campeonato Colombiano.[41]

Mayores goleadas de Atlético Nacional ante Millonarios:
- 1957: Atlético Nacional 3-0 Millonarios, en Medellín por Campeonato Colombiano.
- 1964: Atlético Nacional 4-1 Millonarios, en Medellín por Campeonato Colombiano.
- 1971: Atlético Nacional 3-0 Millonarios, en Medellín por Campeonato Colombiano.
- 1976: Millonarios 1-4 Atlético Nacional, en Bogotá por Campeonato Colombiano.
- 1981: Atlético Nacional 3-0 Millonarios, en Medellín por Campeonato Colombiano.
- 1985: Atlético Nacional 4-1 Millonarios, en Medellín por Campeonato Colombiano.
- 1993: Atlético Nacional 3-0 Millonarios, en Medellín por Campeonato Colombiano.
- 1995: Atlético Nacional 4-0 Millonarios, en Medellín por Campeonato Colombiano.[42]
- 1998: Atlético Nacional 4-1 Millonarios, en Medellín por Campeonato Colombiano.[43]
- 2000: Atlético Nacional 3-0 Millonarios, en Medellín por Campeonato Colombiano.
- 2007: Atlético Nacional 3-0 Millonarios, en Medellín por Torneo Finalización.
- 2014: Atlético Nacional 5-0 Millonarios, en Medellín por Torneo Finalización.[44]
- 2016: Atlético Nacional 3-0 Millonarios, en Medellín por Torneo Finalización.

Mayor racha de victorias consecutivas: Millonarios, 1961 a 1963: 4 partidos. Atlético Nacional, 2000 a 2002: 5 partidos.
Mayor racha sin victorias de visitante: Millonarios, 1996 a 2011. Atlético Nacional, 1983 a 2000.
Mayor racha sin victorias de local: Atlético Nacional, 2018 - actualidad: 10 partidos. 

## Encuentros

### En competiciones internacionales
| Atlético Nacional | 0-3 | Millonarios       | 14 de febrero de 1974    | Copa Libertadores | Fase de grupos   |
| Millonarios       | 2-1 | Atlético Nacional | 7 de marzo de 1974       | Copa Libertadores | Fase de grupos   |
| Millonarios       | 1-1 | Atlético Nacional | 15 de febrero de 1989    | Copa Libertadores | Fase de grupos   |
| Atlético Nacional | 0-2 | Millonarios       | 7 de marzo de 1989       | Copa Libertadores | Fase de grupos   |
| Atlético Nacional | 1-0 | Millonarios       | 19 de abril de 1989      | Copa Libertadores | Cuartos de final |
| Millonarios       | 1-1 | Atlético Nacional | 26 de abril de 1989      | Copa Libertadores | Cuartos de final |
| Atlético Nacional | 0-0 | Millonarios       | 15 de febrero de 1995    | Copa Libertadores | Fase de grupos   |
| Millonarios       | 2-0 | Atlético Nacional | 15 de marzo de 1995      | Copa Libertadores | Fase de grupos   |
| Atlético Nacional | 2-1 | Millonarios       | 26 de julio de 1995      | Copa Libertadores | Cuartos de final |
| Millonarios       | 1-1 | Atlético Nacional | 2 de agosto de 1995      | Copa Libertadores | Cuartos de final |
| Millonarios       | 0-2 | Atlético Nacional | 19 de noviembre de 1998  | Copa Merconorte   | Semifinales      |
| Atlético Nacional | 1-2 | Millonarios       | 26 de noviembre de 1998  | Copa Merconorte   | Semifinales      |
| Millonarios       | 0-0 | Atlético Nacional | 2 de noviembre de 2000   | Copa Merconorte   | Final            |
| Atlético Nacional | 2-1 | Millonarios       | 9 de noviembre de 2000   | Copa Merconorte   | Final            |
| Atlético Nacional | 2-3 | Millonarios       | 5 de septiembre de 2007  | Copa Sudamericana | Segunda fase     |
| Millonarios       | 0-0 | Atlético Nacional | 13 de septiembre de 2007 | Copa Sudamericana | Segunda fase     |

### En Liga
| Millonarios        | 3-4          | Atlético Municipal | 3 de octubre de 1948     | Campeonato colombiano 1948                  |
| Atlético Municipal | 2-2          | Millonarios        | 12 de diciembre de 1948  | Campeonato colombiano 1948                  |
| Millonarios        | 6-0          | Atlético Municipal | 12 de junio de 1949      | Campeonato colombiano 1949                  |
| Atlético Municipal | 1-5          | Millonarios        | 18 de septiembre de 1949 | Campeonato colombiano 1949                  |
| Atlético Municipal | 1-1          | Millonarios        | 14 de mayo de 1950       | Campeonato colombiano 1950                  |
| Millonarios        | 2-0          | Atlético Nacional  | 3 de septiembre de 1950  | Campeonato colombiano 1950                  |
| Atlético Nacional  | 0-7          | Millonarios        | 29 de abril de 1951      | Campeonato colombiano 1951                  |
| Millonarios        | 4-1          | Atlético Nacional  | 9 de septiembre de 1951  | Campeonato colombiano 1951                  |
| Atlético Nacional  | 0-2          | Millonarios        | 15 de junio de 1952      | Campeonato colombiano 1952                  |
| Millonarios        | 2-2          | Atlético Nacional  | 8 de diciembre de 1952   | Campeonato colombiano 1952                  |
| Atlético Nacional  | 2-2          | Millonarios        | 26 de abril de 1953      | Campeonato colombiano 1953                  |
| Millonarios        | 1-1          | Atlético Nacional  | 9 de agosto de 1953      | Campeonato colombiano 1953                  |
| Millonarios        | 1-1          | Atlético Nacional  | 11 de abril de 1954      | Campeonato colombiano 1954                  |
| Atlético Nacional  | 3-2          | Millonarios        | 22 de agosto de 1954     | Campeonato colombiano 1954                  |
| Millonarios        | 1-2          | Atlético Nacional  | 8 de mayo de 1955        | Campeonato colombiano 1955                  |
| Atlético Nacional  | 3-3          | Millonarios        | 24 de julio de 1955      | Campeonato colombiano 1955                  |
| Atlético Nacional  | 2-2          | Millonarios        | 25 de septiembre de 1955 | Campeonato colombiano 1955                  |
| Millonarios        | 1-2          | Atlético Nacional  | 5 de agosto de 1956      | Campeonato colombiano 1956                  |
| Atlético Nacional  | 1-2          | Millonarios        | 12 de octubre de 1956    | Campeonato colombiano 1956                  |
| Millonarios        | 1-1          | Atlético Nacional  | 9 de junio de 1957       | Campeonato colombiano 1957                  |
| Atlético Nacional  | 3-0          | Millonarios        | 8 de septiembre de 1957  | Campeonato colombiano 1957                  |
| Millonarios        | 1-1          | Atlético Nacional  | 18 de mayo de 1958       | Campeonato colombiano 1958                  |
| Atlético Nacional  | 1-4          | Millonarios        | 13 de julio de 1958      | Campeonato colombiano 1958                  |
| Millonarios        | 1-3          | Atlético Nacional  | 7 de septiembre de 1958  | Campeonato colombiano 1958                  |
| Atlético Nacional  | 1-0          | Millonarios        | 9 de noviembre de 1958   | Campeonato colombiano 1958                  |
| Millonarios        | 4-1          | Atlético Nacional  | 8 de marzo de 1959       | Campeonato colombiano 1959                  |
| Atlético Nacional  | 0-1          | Millonarios        | 17 de mayo de 1959       | Campeonato colombiano 1959                  |
| Millonarios        | 3-2          | Atlético Nacional  | 2 de agosto de 1959      | Campeonato colombiano 1959                  |
| Atlético Nacional  | 1-1          | Millonarios        | 18 de octubre de 1959    | Campeonato colombiano 1959                  |
| Atlético Nacional  | 1-2          | Millonarios        | 31 de julio de 1960      | Campeonato colombiano 1960                  |
| Millonarios        | 2-1          | Atlético Nacional  | 14 de septiembre de 1960 | Campeonato colombiano 1960                  |
| Millonarios        | 4-2          | Atlético Nacional  | 12 de octubre de 1960    | Campeonato colombiano 1960                  |
| Atlético Nacional  | 0-0          | Millonarios        | 18 de diciembre de 1960  | Campeonato colombiano 1960                  |
| Atlético Nacional  | 1-1          | Millonarios        | 9 de abril de 1961       | Campeonato colombiano 1961                  |
| Millonarios        | 4-2          | Atlético Nacional  | 21 de junio de 1961      | Campeonato colombiano 1961                  |
| Atlético Nacional  | 2-4          | Millonarios        | 27 de agosto de 1961     | Campeonato colombiano 1961                  |
| Millonarios        | 5-3          | Atlético Nacional  | 5 de noviembre de 1961   | Campeonato colombiano 1961                  |
| Millonarios        | 3-1          | Atlético Nacional  | 4 de abril de 1962       | Campeonato colombiano 1962                  |
| Atlético Nacional  | 0-5          | Millonarios        | 13 de mayo de 1962       | Campeonato colombiano 1962                  |
| Millonarios        | 1-0          | Atlético Nacional  | 29 de julio de 1962      | Campeonato colombiano 1962                  |
| Atlético Nacional  | 0-2          | Millonarios        | 14 de octubre de 1962    | Campeonato colombiano 1962                  |
| Millonarios        | 2-1          | Atlético Nacional  | 3 de marzo de 1963       | Campeonato colombiano 1963                  |
| Atlético Nacional  | 0-1          | Millonarios        | 23 de mayo de 1963       | Campeonato colombiano 1963                  |
| Millonarios        | 2-2          | Atlético Nacional  | 7 de agosto de 1963      | Campeonato colombiano 1963                  |
| Atlético Nacional  | 1-2          | Millonarios        | 27 de octubre de 1963    | Campeonato colombiano 1963                  |
| Atlético Nacional  | 4-6          | Millonarios        | 26 de abril de 1964      | Campeonato colombiano 1964                  |
| Millonarios        | 1-3          | Atlético Nacional  | 23 de julio de 1964      | Campeonato colombiano 1964                  |
| Atlético Nacional  | 4-1          | Millonarios        | 20 de septiembre de 1964 | Campeonato colombiano 1964                  |
| Millonarios        | 4-3          | Atlético Nacional  | 8 de diciembre de 1964   | Campeonato colombiano 1964                  |
| Millonarios        | 0-0          | Atlético Nacional  | 4 de abril de 1965       | Campeonato colombiano 1965                  |
| Atlético Nacional  | 2-0          | Millonarios        | 20 de junio de 1965      | Campeonato colombiano 1965                  |
| Millonarios        | 2-1          | Atlético Nacional  | 19 de septiembre de 1965 | Campeonato colombiano 1965                  |
| Atlético Nacional  | 1-4          | Millonarios        | 8 de diciembre de 1965   | Campeonato colombiano 1965                  |
| Atlético Nacional  | 2-5          | Millonarios        | 27 de febrero de 1966    | Campeonato colombiano 1966                  |
| Millonarios        | 3-2          | Atlético Nacional  | 5 de junio de 1966       | Campeonato colombiano 1966                  |
| Atlético Nacional  | 3-2          | Millonarios        | 14 de agosto de 1966     | Campeonato colombiano 1966                  |
| Millonarios        | 6-1          | Atlético Nacional  | 6 de noviembre de 1966   | Campeonato colombiano 1966                  |
| Millonarios        | 1-1          | Atlético Nacional  | 9 de abril de 1967       | Campeonato colombiano 1967                  |
| Atlético Nacional  | 1-1          | Millonarios        | 18 de junio de 1967      | Campeonato colombiano 1967                  |
| Millonarios        | 2-0          | Atlético Nacional  | 3 de septiembre de 1967  | Campeonato colombiano 1967                  |
| Atlético Nacional  | 2-3          | Millonarios        | 19 de noviembre de 1967  | Campeonato colombiano 1967                  |
| Atlético Nacional  | 1-1          | Millonarios        | 25 de febrero de 1968    | Campeonato colombiano 1968                  |
| Millonarios        | 3-0          | Atlético Nacional  | 23 de mayo de 1968       | Campeonato colombiano 1968                  |
| Millonarios        | 2-0          | Atlético Nacional  | 8 de septiembre de 1968  | Campeonato colombiano 1968                  |
| Atlético Nacional  | 1-2          | Millonarios        | 1 de diciembre de 1968   | Campeonato colombiano 1968                  |
| Millonarios        | 3-1          | Atlético Nacional  | 19 de enero de 1969      | Campeonato colombiano 1969                  |
| Atlético Nacional  | 2-2          | Millonarios        | 13 de abril de 1969      | Campeonato colombiano 1969                  |
| Millonarios        | 2-0          | Atlético Nacional  | 13 de julio de 1969      | Campeonato colombiano 1969                  |
| Atlético Nacional  | 0-1          | Millonarios        | 12 de octubre de 1969    | Campeonato colombiano 1969                  |
| Millonarios        | 5-1          | Atlético Nacional  | 29 de marzo de 1970      | Campeonato colombiano 1970                  |
| Atlético Nacional  | 3-3          | Millonarios        | 14 de junio de 1970      | Campeonato colombiano 1970                  |
| Millonarios        | 1-1          | Atlético Nacional  | 9 de agosto de 1970      | Campeonato colombiano 1970                  |
| Atlético Nacional  | 1-1          | Millonarios        | 25 de octubre de 1970    | Campeonato colombiano 1970                  |
| Atlético Nacional  | 2-0          | Millonarios        | 28 de marzo de 1971      | Campeonato colombiano 1971                  |
| Millonarios        | 1-1          | Atlético Nacional  | 13 de junio de 1971      | Campeonato colombiano 1971                  |
| Atlético Nacional  | 3-0          | Millonarios        | 8 de agosto de 1971      | Campeonato colombiano 1971                  |
| Millonarios        | 2-0          | Atlético Nacional  | 31 de octubre de 1971    | Campeonato colombiano 1971                  |
| Atlético Nacional  | 1-1          | Millonarios        | 21 de diciembre de 1971  | Campeonato colombiano 1971                  |
| Millonarios        | 0-1          | Atlético Nacional  | 29 de diciembre de 1971  | Campeonato colombiano 1971                  |
| Millonarios        | 2-0          | Atlético Nacional  | 16 de marzo de 1972      | Campeonato colombiano 1972                  |
| Atlético Nacional  | 0-1          | Millonarios        | 4 de junio de 1972       | Campeonato colombiano 1972                  |
| Atlético Nacional  | 1-0          | Millonarios        | 6 de septiembre de 1972  | Campeonato colombiano 1972                  |
| Millonarios        | 3-0          | Atlético Nacional  | 22 de octubre de 1972    | Campeonato colombiano 1972                  |
| Atlético Nacional  | 0-1          | Millonarios        | 13 de diciembre de 1972  | Campeonato colombiano 1972                  |
| Millonarios        | 1-1          | Atlético Nacional  | 20 de diciembre de 1972  | Campeonato colombiano 1972                  |
| Millonarios        | 3-0          | Atlético Nacional  | 8 de abril de 1973       | Campeonato colombiano 1973                  |
| Atlético Nacional  | 1-2          | Millonarios        | 27 de junio de 1973      | Campeonato colombiano 1973                  |
| Atlético Nacional  | 2-1          | Millonarios        | 2 de septiembre de 1973  | Campeonato colombiano 1973                  |
| Millonarios        | 1-1          | Atlético Nacional  | 11 de noviembre de 1973  | Campeonato colombiano 1973                  |
| Millonarios        | 0-2          | Atlético Nacional  | 12 de diciembre de 1973  | Campeonato colombiano 1973                  |
| Atlético Nacional  | 0-3          | Millonarios        | 20 de diciembre de 1973  | Campeonato colombiano 1973                  |
| Millonarios        | 3-0          | Atlético Nacional  | 7 de abril de 1974       | Campeonato colombiano 1974                  |
| Atlético Nacional  | 1-0          | Millonarios        | 12 de junio de 1974      | Campeonato colombiano 1974                  |
| Millonarios        | 1-1          | Atlético Nacional  | 25 de agosto de 1974     | Campeonato colombiano 1974                  |
| Atlético Nacional  | 2-0          | Millonarios        | 17 de noviembre de 1974  | Campeonato colombiano 1974                  |
| Atlético Nacional  | 0-1          | Millonarios        | 4 de diciembre de 1974   | Campeonato colombiano 1974                  |
| Millonarios        | 2-2          | Atlético Nacional  | 18 de diciembre de 1974  | Campeonato colombiano 1974                  |
| Atlético Nacional  | 2-2          | Millonarios        | 30 de marzo de 1975      | Campeonato colombiano 1975                  |
| Millonarios        | 1-0          | Atlético Nacional  | 1 de julio de 1975       | Campeonato colombiano 1975                  |
| Millonarios        | 1-1          | Atlético Nacional  | 11 de septiembre de 1975 | Campeonato colombiano 1975                  |
| Atlético Nacional  | 2-0          | Millonarios        | 21 de marzo de 1976      | Campeonato colombiano 1976                  |
| Millonarios        | 1-0          | Atlético Nacional  | 7 de julio de 1976       | Campeonato colombiano 1976                  |
| Millonarios        | 1-4          | Atlético Nacional  | 12 de agosto de 1976     | Campeonato colombiano 1976                  |
| Atlético Nacional  | 2-1          | Millonarios        | 10 de octubre de 1976    | Campeonato colombiano 1976                  |
| Millonarios        | 1-0          | Atlético Nacional  | 18 de noviembre de 1976  | Campeonato colombiano 1976                  |
| Atlético Nacional  | 0-0          | Millonarios        | 8 de diciembre de 1976   | Campeonato colombiano 1976                  |
| Atlético Nacional  | 2-0          | Millonarios        | 13 de marzo de 1977      | Campeonato colombiano 1977                  |
| Millonarios        | 1-1          | Atlético Nacional  | 6 de julio de 1977       | Campeonato colombiano 1977                  |
| Millonarios        | 1-0          | Atlético Nacional  | 14 de agosto de 1977     | Campeonato colombiano 1977                  |
| Atlético Nacional  | 0-0          | Millonarios        | 23 de octubre de 1977    | Campeonato colombiano 1977                  |
| Millonarios        | 2-1          | Atlético Nacional  | 13 de noviembre de 1977  | Campeonato colombiano 1977                  |
| Atlético Nacional  | 1-1          | Millonarios        | 4 de diciembre de 1977   | Campeonato colombiano 1977                  |
| Millonarios        | 0-1          | Atlético Nacional  | 19 de marzo de 1978      | Campeonato colombiano 1978                  |
| Atlético Nacional  | 6-4          | Millonarios        | 7 de mayo de 1978        | Campeonato colombiano 1978                  |
| Millonarios        | 1-0          | Atlético Nacional  | 13 de agosto de 1978     | Campeonato colombiano 1978                  |
| Atlético Nacional  | 1-1          | Millonarios        | 22 de octubre de 1978    | Campeonato colombiano 1978                  |
| Atlético Nacional  | 0-2          | Millonarios        | 3 de diciembre de 1978   | Campeonato colombiano 1978                  |
| Millonarios        | 1-1          | Atlético Nacional  | 13 de diciembre de 1978  | Campeonato colombiano 1978                  |
| Atlético Nacional  | 1-1          | Millonarios        | 18 de febrero de 1979    | Campeonato colombiano 1979                  |
| Millonarios        | 2-2          | Atlético Nacional  | 25 de abril de 1979      | Campeonato colombiano 1979                  |
| Millonarios        | 2-1          | Atlético Nacional  | 19 de septiembre de 1979 | Campeonato colombiano 1979                  |
| Atlético Nacional  | 2-1          | Millonarios        | 16 de abril de 1980      | Campeonato colombiano 1980                  |
| Millonarios        | 1-1          | Atlético Nacional  | 15 de junio de 1980      | Campeonato colombiano 1980                  |
| Millonarios        | 4-4          | Atlético Nacional  | 21 de septiembre de 1980 | Campeonato colombiano 1980                  |
| Millonarios        | 3-3          | Atlético Nacional  | 19 de abril de 1981      | Campeonato colombiano 1981                  |
| Atlético Nacional  | 3-0          | Millonarios        | 8 de julio de 1981       | Campeonato colombiano 1981                  |
| Atlético Nacional  | 1-0          | Millonarios        | 30 de julio de 1981      | Campeonato colombiano 1981                  |
| Millonarios        | 3-1          | Atlético Nacional  | 2 de agosto de 1981      | Campeonato colombiano 1981                  |
| Millonarios        | 0-1          | Atlético Nacional  | 2 de septiembre de 1981  | Campeonato colombiano 1981                  |
| Atlético Nacional  | 2-1          | Millonarios        | 1 de noviembre de 1981   | Campeonato colombiano 1981                  |
| Millonarios        | 0-0          | Atlético Nacional  | 4 de junio de 1982       | Campeonato colombiano 1982                  |
| Atlético Nacional  | 1-1          | Millonarios        | 8 de junio de 1982       | Campeonato colombiano 1982                  |
| Atlético Nacional  | 2-1          | Millonarios        | 12 de septiembre de 1982 | Campeonato colombiano 1982                  |
| Atlético Nacional  | 1-2          | Millonarios        | 21 de noviembre de 1982  | Campeonato colombiano 1982                  |
| Millonarios        | 3-2          | Atlético Nacional  | 19 de diciembre de 1982  | Campeonato colombiano 1982                  |
| Millonarios        | 2-1          | Atlético Nacional  | 3 de abril de 1983       | Campeonato colombiano 1983                  |
| Atlético Nacional  | 1-1          | Millonarios        | 15 de mayo de 1983       | Campeonato colombiano 1983                  |
| Millonarios        | 0-1          | Atlético Nacional  | 26 de junio de 1983      | Campeonato colombiano 1983                  |
| Atlético Nacional  | 3-1          | Millonarios        | 25 de septiembre de 1983 | Campeonato colombiano 1983                  |
| Atlético Nacional  | 2-1          | Millonarios        | 30 de octubre de 1983    | Campeonato colombiano 1983                  |
| Millonarios        | 2-1          | Atlético Nacional  | 27 de noviembre de 1983  | Campeonato colombiano 1983                  |
| Millonarios        | 3-0          | Atlético Nacional  | 11 de julio de 1984      | Campeonato colombiano 1984                  |
| Atlético Nacional  | 1-0          | Millonarios        | 23 de septiembre de 1984 | Campeonato colombiano 1984                  |
| Atlético Nacional  | 3-1          | Millonarios        | 28 de octubre de 1984    | Campeonato colombiano 1984                  |
| Millonarios        | 1-1          | Atlético Nacional  | 25 de noviembre de 1984  | Campeonato colombiano 1984                  |
| Atlético Nacional  | 4-1          | Millonarios        | 7 de julio de 1985       | Campeonato colombiano 1985                  |
| Millonarios        | 1-1          | Atlético Nacional  | 8 de septiembre de 1985  | Campeonato colombiano 1985                  |
| Millonarios        | 2-0          | Atlético Nacional  | 24 de noviembre de 1985  | Campeonato colombiano 1985                  |
| Atlético Nacional  | 1-4          | Millonarios        | 22 de diciembre de 1985  | Campeonato colombiano 1985                  |
| Atlético Nacional  | 1-1          | Millonarios        | 20 de julio de 1986      | Campeonato colombiano 1986                  |
| Millonarios        | 2-1          | Atlético Nacional  | 21 de septiembre de 1986 | Campeonato colombiano 1986                  |
| Atlético Nacional  | 1-0          | Millonarios        | 6 de noviembre de 1986   | Campeonato colombiano 1986                  |
| Millonarios        | 1-0          | Atlético Nacional  | 3 de diciembre de 1986   | Campeonato colombiano 1986                  |
| Atlético Nacional  | 0-1          | Millonarios        | 5 de abril de 1987       | Campeonato colombiano 1987                  |
| Millonarios        | 2-1          | Atlético Nacional  | 24 de mayo de 1987       | Campeonato colombiano 1987                  |
| Atlético Nacional  | 2-1          | Millonarios        | 7 de agosto de 1987      | Campeonato colombiano 1987                  |
| Millonarios        | 2-1          | Atlético Nacional  | 8 de octubre de 1987     | Campeonato colombiano 1987                  |
| Atlético Nacional  | 1-1          | Millonarios        | 4 de noviembre de 1987   | Campeonato colombiano 1987                  |
| Millonarios        | 2-2          | Atlético Nacional  | 2 de diciembre de 1987   | Campeonato colombiano 1987                  |
| Millonarios        | 0-0          | Atlético Nacional  | 20 de abril de 1988      | Campeonato colombiano 1988                  |
| Atlético Nacional  | 1-1          | Millonarios        | 1 de mayo de 1988        | Campeonato colombiano 1988                  |
| Atlético Nacional  | 0-2          | Millonarios        | 11 de septiembre de 1988 | Campeonato colombiano 1988                  |
| Millonarios        | 2-1          | Atlético Nacional  | 6 de octubre de 1988     | Campeonato colombiano 1988                  |
| Millonarios        | 1-0          | Atlético Nacional  | 6 de noviembre de 1988   | Campeonato colombiano 1988                  |
| Atlético Nacional  | 3-1          | Millonarios        | 4 de diciembre de 1988   | Campeonato colombiano 1988                  |
| Millonarios        | 2-1          | Atlético Nacional  | 12 de mayo de 1989       | Campeonato colombiano 1989                  |
| Atlético Nacional  | 0-1          | Millonarios        | 9 de agosto de 1989      | Campeonato colombiano 1989                  |
| Millonarios        | 3-0          | Atlético Nacional  | 9 de septiembre de 1990  | Campeonato colombiano 1990                  |
| Atlético Nacional  | 2-1          | Millonarios        | 28 de octubre de 1990    | Campeonato colombiano 1990                  |
| Atlético Nacional  | 1-1          | Millonarios        | 31 de julio de 1991      | Campeonato colombiano 1991                  |
| Millonarios        | 4-2          | Atlético Nacional  | 18 de septiembre de 1991 | Campeonato colombiano 1991                  |
| Millonarios        | 2-2          | Atlético Nacional  | 17 de noviembre de 1991  | Campeonato colombiano 1991                  |
| Atlético Nacional  | 1-2          | Millonarios        | 20 de noviembre de 1991  | Campeonato colombiano 1991                  |
| Millonarios        | 1-0          | Atlético Nacional  | 19 de abril de 1992      | Campeonato colombiano 1992                  |
| Atlético Nacional  | 1-2          | Millonarios        | 14 de junio de 1992      | Campeonato colombiano 1992                  |
| Millonarios        | 0-0          | Atlético Nacional  | 15 de julio de 1992      | Campeonato colombiano 1992                  |
| Atlético Nacional  | 3-1          | Millonarios        | 23 de septiembre de 1992 | Campeonato colombiano 1992                  |
| Atlético Nacional  | 1-1          | Millonarios        | 11 de agosto de 1993     | Campeonato colombiano 1993                  |
| Millonarios        | 0-0          | Atlético Nacional  | 10 de octubre de 1993    | Campeonato colombiano 1993                  |
| Millonarios        | 1-1          | Atlético Nacional  | 18 de noviembre de 1993  | Campeonato colombiano 1993                  |
| Atlético Nacional  | 2-1          | Millonarios        | 21 de noviembre de 1993  | Campeonato colombiano 1993                  |
| Atlético Nacional  | 1-0          | Millonarios        | 24 de abril de 1994      | Campeonato colombiano 1994                  |
| Millonarios        | 1-1          | Atlético Nacional  | 29 de abril de 1994      | Campeonato colombiano 1994                  |
| Atlético Nacional  | 2-1          | Millonarios        | 8 de junio de 1994       | Campeonato colombiano 1994                  |
| Millonarios        | 3-0          | Atlético Nacional  | 2 de octubre de 1994     | Campeonato colombiano 1994                  |
| Millonarios        | 3-2          | Atlético Nacional  | 30 de noviembre de 1994  | Campeonato colombiano 1994                  |
| Atlético Nacional  | 2-1          | Millonarios        | 14 de diciembre de 1994  | Campeonato colombiano 1994                  |
| Atlético Nacional  | 4-0          | Millonarios        | 2 de abril de 1995       | Campeonato colombiano 1995                  |
| Millonarios        | 3-2          | Atlético Nacional  | 28 de mayo de 1995       | Campeonato colombiano 1995                  |
| Atlético Nacional  | 3-2          | Millonarios        | 2 de marzo de 1996       | Campeonato colombiano 1995-96               |
| Millonarios        | 1-1          | Atlético Nacional  | 2 de mayo de 1996        | Campeonato colombiano 1995-96               |
| Millonarios        | 3-0          | Atlético Nacional  | 6 de junio de 1996       | Campeonato colombiano 1995-96               |
| Atlético Nacional  | 1-2          | Millonarios        | 9 de junio de 1996       | Campeonato colombiano 1995-96               |
| Millonarios        | 2-0          | Atlético Nacional  | 23 de junio de 1996      | Campeonato colombiano 1995-96               |
| Atlético Nacional  | 0-2          | Millonarios        | 14 de julio de 1996      | Campeonato colombiano 1995-96               |
| Millonarios        | 0-0          | Atlético Nacional  | 14 de noviembre de 1996  | Campeonato colombiano 1996-97               |
| Atlético Nacional  | 2-0          | Millonarios        | 5 de febrero de 1997     | Campeonato colombiano 1996-97               |
| Millonarios        | 4-0          | Atlético Nacional  | 13 de julio de 1997      | Campeonato colombiano 1996-97               |
| Atlético Nacional  | 1-0          | Millonarios        | 5 de octubre de 1997     | Campeonato colombiano 1996-97               |
| Millonarios        | 1-1 (3-5 p.) | Atlético Nacional  | 8 de febrero de 1998     | Campeonato colombiano 1998                  |
| Atlético Nacional  | 4-1          | Millonarios        | 29 de julio de 1998      | Campeonato colombiano 1998                  |
| Millonarios        | 1-1 (4-3 p.) | Atlético Nacional  | 25 de noviembre de 1998  | Campeonato colombiano 1998                  |
| Atlético Nacional  | 3-1          | Millonarios        | 13 de diciembre de 1998  | Campeonato colombiano 1998                  |
| Millonarios        | 1-1          | Atlético Nacional  | 9 de junio de 1999       | Campeonato colombiano 1999                  |
| Millonarios        | 2-0          | Atlético Nacional  | 1 de agosto de 1999      | Campeonato colombiano 1999                  |
| Atlético Nacional  | 1-1          | Millonarios        | 29 de agosto de 1999     | Campeonato colombiano 1999                  |
| Atlético Nacional  | 0-0          | Millonarios        | 7 de noviembre de 1999   | Campeonato colombiano 1999                  |
| Atlético Nacional  | 3-0          | Millonarios        | 26 de marzo de 2000      | Campeonato colombiano 2000                  |
| Millonarios        | 4-3          | Atlético Nacional  | 14 de mayo de 2000       | Campeonato colombiano 2000                  |
| Millonarios        | 0-1          | Atlético Nacional  | 20 de agosto de 2000     | Campeonato colombiano 2000                  |
| Atlético Nacional  | 3-2          | Millonarios        | 1 de octubre de 2000     | Campeonato colombiano 2000                  |
| Atlético Nacional  | 1-0          | Millonarios        | 10 de junio de 2001      | Campeonato colombiano 2001                  |
| Millonarios        | 0-2          | Atlético Nacional  | 21 de octubre de 2001    | Campeonato colombiano 2001                  |
| Millonarios        | 0-1          | Atlético Nacional  | 24 de marzo de 2002      | Torneo Apertura 2002                        |
| Atlético Nacional  | 1-1          | Millonarios        | 8 de septiembre de 2002  | Torneo Finalización 2002                    |
| Atlético Nacional  | 0-0          | Millonarios        | 16 de marzo de 2003      | Torneo Apertura 2003                        |
| Millonarios        | 0-0          | Atlético Nacional  | 31 de agosto de 2003     | Torneo Finalización 2003                    |
| Atlético Nacional  | 1-1          | Millonarios        | 10 de abril de 2004      | Torneo Apertura 2004                        |
| Millonarios        | 1-1          | Atlético Nacional  | 22 de septiembre de 2004 | Torneo Finalización 2004                    |
| Atlético Nacional  | 1-1          | Millonarios        | 1 de mayo de 2005        | Torneo Apertura 2005                        |
| Millonarios        | 0-0          | Atlético Nacional  | 19 de octubre de 2005    | Torneo Finalización 2005                    |
| Atlético Nacional  | 2-0          | Millonarios        | 30 de abril de 2006      | Torneo Apertura 2006                        |
| Atlético Nacional  | 2-0          | Millonarios        | 3 de junio de 2006       | Torneo Apertura 2006 (cuadrangulares)       |
| Millonarios        | 0-2          | Atlético Nacional  | 14 de junio de 2006      | Torneo Apertura 2006 (cuadrangulares)       |
| Millonarios        | 2-0          | Atlético Nacional  | 14 de octubre de 2006    | Torneo Finalización 2006                    |
| Millonarios        | 0-1          | Atlético Nacional  | 14 de abril de 2007      | Torneo Apertura 2007                        |
| Atlético Nacional  | 3-0          | Millonarios        | 7 de octubre de 2007     | Torneo Finalización 2007                    |
| Atlético Nacional  | 1-1          | Millonarios        | 29 de marzo de 2008      | Torneo Apertura 2008                        |
| Millonarios        | 0-0          | Atlético Nacional  | 24 de septiembre de 2008 | Torneo Finalización 2008                    |
| Atlético Nacional  | 1-0          | Millonarios        | 7 de marzo de 2009       | Torneo Apertura 2009                        |
| Millonarios        | 1-1          | Atlético Nacional  | 15 de agosto de 2009     | Torneo Finalización 2009                    |
| Millonarios        | 2-1          | Atlético Nacional  | 30 de enero de 2010      | Torneo Apertura 2010                        |
| Atlético Nacional  | 2-1          | Millonarios        | 20 de octubre de 2010    | Torneo Finalización 2010                    |
| Millonarios        | 1-2          | Atlético Nacional  | 24 de abril de 2011      | Torneo Apertura 2011                        |
| Atlético Nacional  | 0-2          | Millonarios        | 2 de noviembre de 2011   | Torneo Finalización 2011                    |
| Millonarios        | 2-3          | Atlético Nacional  | 18 de febrero de 2012    | Torneo Apertura 2012                        |
| Atlético Nacional  | 0-0          | Millonarios        | 18 de agosto de 2012     | Torneo Finalización 2012                    |
| Atlético Nacional  | 2-1          | Millonarios        | 16 de abril de 2013      | Torneo Apertura 2013                        |
| Millonarios        | 0-2          | Atlético Nacional  | 8 de octubre de 2013     | Torneo Finalización 2013                    |
| Millonarios        | 3-1          | Atlético Nacional  | 9 de febrero de 2014     | Torneo Apertura 2014                        |
| Atlético Nacional  | 5-0          | Millonarios        | 10 de agosto de 2014     | Torneo Finalización 2014                    |
| Millonarios        | 0-0          | Atlético Nacional  | 3 de mayo de 2015        | Torneo Apertura 2015                        |
| Atlético Nacional  | 1-0          | Millonarios        | 31 de octubre de 2015    | Torneo Finalización 2015                    |
| Millonarios        | 2-1          | Atlético Nacional  | 31 de marzo de 2016      | Torneo Apertura 2016                        |
| Atlético Nacional  | 1-0          | Millonarios        | 21 de agosto de 2016     | Torneo Finalización 2016                    |
| Millonarios        | 2-1          | Atlético Nacional  | 27 de noviembre de 2016  | Torneo Finalización 2016 (cuartos de final) |
| Atlético Nacional  | 3-0          | Millonarios        | 3 de diciembre de 2016   | Torneo Finalización 2016 (cuartos de final) |
| Millonarios        | 0-1          | Atlético Nacional  | 7 de abril de 2017       | Torneo Apertura 2017                        |
| Millonarios        | 0-0          | Atlético Nacional  | 7 de junio de 2017       | Torneo Apertura 2017 (Semifinal)            |
| Atlético Nacional  | 1-0          | Millonarios        | 11 de junio de 2017      | Torneo Apertura 2017 (Semifinal)            |
| Atlético Nacional  | 3-2          | Millonarios        | 16 de septiembre de 2017 | Torneo Finalización 2017                    |
| Millonarios        | 1-1          | Atlético Nacional  | 18 de febrero de 2018    | Torneo Apertura 2018                        |
| Atlético Nacional  | 1-1          | Millonarios        | 12 de agosto de 2018     | Torneo Finalización 2018                    |
| Millonarios        | 1-1          | Atlético Nacional  | 9 de marzo de 2019       | Torneo Apertura 2019                        |
| Atlético Nacional  | 1-1          | Millonarios        | 1 de septiembre de 2019  | Torneo Finalización 2019                    |
| Millonarios        | 3-0          | Atlético Nacional  | 31 de octubre de 2020    | Campeonato colombiano 2020                  |
| Millonarios        | 1-2          | Atlético Nacional  | 21 de marzo de 2021      | Torneo Apertura 2021                        |
| Atlético Nacional  | 1-3          | Millonarios        | 21 de noviembre de 2021  | Torneo Finalización 2021                    |
| Millonarios        | 0-2          | Atlético Nacional  | 29 de enero de 2022      | Torneo Apertura 2022                        |
| Atlético Nacional  | 2-2          | Millonarios        | 31 de mayo de 2022       | Torneo Apertura 2022 (Cuadrangulares)       |
| Millonarios        | 0-0          | Atlético Nacional  | 11 de junio de 2022      | Torneo Apertura 2022 (Cuadrangulares)       |
| Atlético Nacional  | 1-2          | Millonarios        | 16 de julio de 2022      | Torneo Finalización 2022                    |
| Atlético Nacional  | 0-0          | Millonarios        | 11 de marzo de 2023      | Torneo Apertura 2023                        |
| Atlético Nacional  | 0-0          | Millonarios        | 21 de junio de 2023      | Torneo Apertura 2023 - Final Ida            |
| Millonarios        | 1-1 (3-2 p.) | Atlético Nacional  | 24 de junio de 2023      | Torneo Apertura 2023 - Final Vuelta         |
| Millonarios        | 1-0          | Atlético Nacional  | 27 de agosto de 2023     | Torneo Finalización 2023                    |
| Atlético Nacional  | 0-1          | Millonarios        | 12 de noviembre de 2023  | Torneo Finalización 2023 (Cuadrangulares)   |
| Millonarios        | 0-1          | Atlético Nacional  | 6 de diciembre de 2023   | Torneo Finalización 2023 (Cuadrangulares)   |
| Atlético Nacional  | 0-1          | Millonarios        | 11 de febrero de 2024    | Torneo Apertura 2024                        |
| Millonarios        | 1-2          | Atlético Nacional  | 24 de julio de 2024      | Torneo Finalización 2024                    |
| Millonarios        | 2-1          | Atlético Nacional  | 29 de noviembre de 2024  | Torneo Finalización 2024 (Cuadrangulares)   |
| Atlético Nacional  | 1-1          | Millonarios        | 2 de diciembre de 2024   | Torneo Finalización 2024 (Cuadrangulares)   |
| Millonarios        | 0-0          | Atlético Nacional  | 13 de abril de 2025      | Torneo Apertura 2025                        |
| Millonarios        | 0-0          | Atlético Nacional  | 5 de junio de 2025       | Torneo Apertura 2025 (Cuadrangulares)       |
| Atlético Nacional  | 0-1          | Millonarios        | 16 de junio de 2025      | Torneo Apertura 2025 (Cuadrangulares)       |

### En Superliga
| Millonarios       | 0-0 | Atlético Nacional | 31 de enero de 2018  | Final - Ida    |
| Atlético Nacional | 1-2 | Millonarios       | 7 de febrero de 2018 | Final - Vuelta |

### En Copa Colombia
| Millonarios       | 4-0          | Atlético Nacional | 5 de noviembre de 1950  | Tercera fase   |
| Atlético Nacional | 1-1          | Millonarios       | 12 de noviembre de 1950 | Tercera fase   |
| Millonarios       | 2-2          | Atlético Nacional | 13 de noviembre de 2013 | Final - Ida    |
| Atlético Nacional | 1-0          | Millonarios       | 17 de noviembre de 2013 | Final - Vuelta |
| Millonarios       | 1-1          | Atlético Nacional | 15 de noviembre de 2023 | Final - Ida    |
| Atlético Nacional | 1-1 (5-4 p.) | Millonarios       | 23 de noviembre de 2023 | Final - Vuelta |

### En competiciones amistosas
| Atlético Nacional | 0-0 | Millonarios       | 19 de agosto de 2011 | Pretemporada 2011-II | Amistoso       |
| Millonarios       | 1-0 | Atlético Nacional | 11 de enero de 2019  | Torneo Fox Sports    | Fase de grupos |
| Millonarios       | 2-3 | Atlético Nacional | 28 de julio de 2021  | Florida Cup          | Amistoso       |
| Millonarios       | 1-0 | Atlético Nacional | 8 de julio de 2023   | Pretemporada 2023-II | Amistoso       |

### En Liga Femenina
| Millonarios       | 0-0         | Atlético Nacional | 20 de marzo de 2022  | Liga Femenina 2022                  |
| Atlético Nacional | 3-0         | Millonarios       | 26 de abril de 2023  | Liga Femenina 2023                  |
| Atlético Nacional | 4-0         | Millonarios       | 27 de abril de 2024  | Liga Femenina 2024                  |
| Millonarios       | 1-3         | Atlético Nacional | 19 de mayo de 2025   | Liga Femenina 2025                  |
| Millonarios       | 1-2         | Atlético Nacional | 14 de agosto de 2025 | Liga Femenina 2025 - Cuadrangulares |
| Atlético Nacional | Por definir | Millonarios       | 21 de agosto de 2025 | Liga Femenina 2025 - Cuadrangulares |

## Historial

### Masculino
- Actualización: 16 de junio de 2025 (sumando con base a la información de la referencia).[48]

| Motivo                  | PJ  | GN | E   | GM  | GolN | GolM |
| ----------------------- | --- | -- | --- | --- | ---- | ---- |
| Categoría Primera A     | 275 | 80 | 90  | 105 | 338  | 402  |
| Copa Colombia           | 6   | 1  | 4   | 1   | 6    | 9    |
| Superliga de Colombia   | 2   | 0  | 1   | 1   | 1    | 2    |
| Torneos internacionales | 16  | 4  | 6   | 6   | 14   | 19   |
| Total                   | 299 | 85 | 101 | 113 | 359  | 432  |

| PJ: partidos jugados       |
| GM: ganador Millonarios    |
| GN: ganador Nacional       |
| E: empate                  |
| GolM: goles de Millonarios |
| GolN: goles de Nacional    |

### Femenino
- Actualización: 14 de agosto de 2025.

| Motivo        | PJ | GN | E | GM | GolN | GolM |
| ------------- | -- | -- | - | -- | ---- | ---- |
| Liga Femenina | 5  | 4  | 1 | 0  | 12   | 2    |
| Total         | 5  | 4  | 1 | 0  | 12   | 2    |

| PJ: partidos jugados       |
| GM: ganador Millonarios    |
| GN: ganador Nacional       |
| E: empate                  |
| GolM: goles de Millonarios |
| GolN: goles de Nacional    |

## Datos generales

### Masculino
Actualizado 6 de febrero de 2025.
Millonarios obtuvo su primer título en 1949, mientras que Atlético Nacional estrenó su vitrina copera recién en 1954, año de su primera estrella en la liga colombiana. La última consagración del 'Embajador' fue en la Superliga de Colombia 2024, en tanto que la escuadra 'Verdolaga' logró su último título en la Superliga de Colombia 2025.
| Torneo                                                                        | Millonarios          | Atlético Nacional    |
| ----------------------------------------------------------------------------- | -------------------- | -------------------- |
| Categoría Primera A (1948-presente)                                           | 16                   | 18                   |
| Copa Colombia (1950-presente)                                                 | 3                    | 7                    |
| Superliga de Colombia (2012-presente)                                         | 2                    | 4                    |
| Torneos internacionales de la Conmebol-FIFA o de federaciones (1948-presente) | 2                    | 7                    |
| Totales de títulos oficiales                                                  | 23                   | 36                   |
| Tabla Histórica de la Categoría Primera A                                     | 1° (5 719 puntos)    | 2° (5 596 puntos)    |
| Clasificación de Clubes de la CONMEBOL (2025)                                 | 53° (1 222,2 puntos) | 28° (2 866,1 puntos) |
| Tabla Histórica de la Copa Libertadores (2024)                                | 47° (120 puntos)     | 18° (261 puntos)     |
| Tabla Histórica de la Copa Sudamericana (2024)                                | 30° (57 puntos)      | 7° (107 puntos)      |
| Tabla Histórica de la Copa Merconorte                                         | 1° (54 puntos)       | 2° (52 puntos)       |

| Estadísticas                                         | Millonarios         | Atlético Nacional   |
| ---------------------------------------------------- | ------------------- | ------------------- |
| Año de fundación del club                            | 1946                | 1947                |
| Aforo del estadio                                    | 36.600 espectadores | 45.000 espectadores |
| Temporadas en Primera A                              | 100 (todas)         | 100 (todas)         |
| Campeón de la Categoría Primera A                    | 16                  | 18                  |
| Subcampeón de la Categoría Primera A                 | 10                  | 12                  |
| Clasificación histórica en la Primera A              | 1°                  | 2°                  |
| Goleadores en la Primera A                           | 16                  | 8                   |
| Campeón de la Copa Colombia                          | 3                   | 7                   |
| Subcampeón de la Copa Colombia                       | 2                   | 0                   |
| Goleadores en Copa Colombia                          | 1                   | 1                   |
| Campeón de la Superliga                              | 2                   | 4                   |
| Subcampeón de la Superliga                           | 1                   | 3                   |
| Participaciones en Pequeña Copa del Mundo de Clubes  | 2                   | 0                   |
| Campeón de Pequeña Copa del Mundo de Clubes          | 1                   | 0                   |
| Participaciones en Copa Intercontinental             | 0                   | 1                   |
| Participaciones en Copa Mundial de Clubes de la FIFA | 0                   | 1                   |
| Participaciones en Copa Libertadores                 | 20                  | 25                  |
| Campeón de Copa Libertadores                         | 0                   | 2                   |
| Subcampeón de Copa Libertadores                      | 0                   | 1                   |
| Goleadores en Copa Libertadores                      | 1                   | 1                   |
| Participaciones en Copa Sudamericana                 | 8                   | 9                   |
| Campeón de Copa Sudamericana                         | 0                   | 0                   |
| Subcampeón de Copa Sudamericana                      | 0                   | 3                   |
| Campeón de Recopa Sudamericana                       | 0                   | 1                   |
| Subcampeón de Recopa Sudamericana                    | 0                   | 1                   |
| Goleadores en Copa Sudamericana                      | 2                   | 1                   |
| Campeón en Copa Merconorte                           | 1                   | 2                   |
| Subcampeón en Copa Merconorte                        | 1                   | 0                   |
| Campeón en Copa Simón Bolívar                        | 1                   | 0                   |
| Subcampeón en Copa Simón Bolívar                     | 0                   | 1                   |
| Títulos Nacionales oficiales                         | 21                  | 29                  |
| Títulos Internacionales oficiales                    | 2                   | 7                   |
| Total títulos                                        | 23                  | 36                  |
| Historial                                            | 113                 | 85                  |

### Femenino
Actualizado 27 de abril de 2025.
Tanto Millonarios como Atlético Nacional no han podido levantar su primer título en la rama del fútbol femenino. La última participación más destacada del 'Embajador' fue en la Liga Femenina 2020 en donde alcanzó la semifinal, en tanto que la escuadra 'Verdolaga' logró su última participación destacada en la Copa Libertadores Femenina 2023 en la que alcanzó el tercer puesto.
| Torneo                                                                        | Millonarios | Atlético Nacional |
| ----------------------------------------------------------------------------- | ----------- | ----------------- |
| Liga Femenina (2017-presente)                                                 | 0           | 0                 |
| Torneos internacionales de la Conmebol-FIFA o de federaciones (2009-presente) | 0           | 0                 |
| Totales de títulos oficiales                                                  | 0           | 0                 |